# Tóbiás Krisztián
Tóbiás Krisztián (Csóka, Jugoszlávia, 1978. augusztus 15. –) vajdasági magyar költő, műfordító, szerkesztő.

## Életrajza
1997-től az újvidéki Forum Könyvkiadónál megjelenő Képes Ifjúság c. ifjúsági folyóirat rovatszerkesztője illetve a Magyar Szó, a Hét Nap és a Napló című vajdasági közéleti lapok tudósítója. 2001 óta Magyarországon él. 2006-ban jelent meg első önálló verseskötete ver/sec címmel a zEtna könyvkiadó gondozásában. 2008 – 2011 között a veszprémi Ex Symposion irodalmi folyóirat tördelője és grafikai szerkesztője, majd felelős szerkesztője. 2014-től a Balatonfüreden megjelenő Tempevölgy folyóirat felelős, majd 2015-től főszerkesztője. A 2014-ben alapított Sava Babić műfordítói díj alapító tagja 2014-től a Balatonfüred Város önkormányzata, illetve a Tempevölgy folyóirat által szervezett irodalmi/művészeti rendezvények és konferenciák (Salvatore Quasimodo Költőverseny, Hamvas Napok, Jókai Napok, Jókai konferenciasorozat stb.) szakmai szervezője illetve a Balatonfüred Városért Közalapítvány és a Balatonfüredi Költőverseny Quasimodo Közalapitvány kuratóriumának tagja.
Írásai megjelentek szerb, horvát, angol és spanyol nyelven.

## Saját kötetek
- Ver/sec (zEtna, Zenta, 2006)[4]
- vasjani. Profán evangélium; zEtna, Zenta, 2008 (Vulkánfíber)
- Túliratok. Versek; zEtna–Basiliscus, Zenta, 2012 (Vulkánfíber)[7]
- A Wilkinson penge. Versek; zEtna, Zenta, 2017 (Vulkánfíber)[8]
- vasjani – Profán evangélium – hangoskönyv Baranyi Péter előadásában (Tempevölgy, Balatonfüred, 2018)
- A mikulás rakétája; Turi Lilla rajzaival; Fiatal Írók Szövetsége, Budapest, 2020 (Hortus Conclusus)
- Blondel tükör (Tempevölgy, Balatonfüred, 2022)

## Antológiák
- Tetszőleges Irány (Képes Ifjúság, Újvidék, 1999)
- Ismeretlen Katona, (Szoba kiadó, Miskolc, 2007)
- Mégse légyott 2008 / Nyolcadik utas: a nethalál (Spanyolnátha, Miskolc, 2008)[9]

## Műfordítások
- A melankólia krónikája – Posztmodern horvát költők antológiája (Jelenkor, Pécs, 2003)
- Az Év Műfordításai 2008 – Ivo Andrić: Ex ponlo (Magyar Napló, Budapest, 2008)
- "Oh, Füred, drága helikon..." II. (Balatonfüred Városért Közalapítvány, Balatonfüred, 2011)

## Szerkesztőként
- Művészet és Tér – Hamvas Béla Konferencia Balatonfüred, 2014. március 21-22. (Balatonfüred Városért Közalapítvány, Tempevölgy könyvek, Balatonfüred, 2014)
- Katona Csaba: Professionatus spielerek – Arcok és történetek Balatonfüred múltjából (Balatonfüred Városért Közalapítvány, Balatonfüred, 2014)
- Szörényi László: A nagy, a várt, rettegett jövendő – Tanulmányok a XIX. századi irodalomról (Balatonfüred Városért Közalapítvány, Tempevölgy könyvek, Balatonfüred, 2015)
- Ferdinandy György: Fortuna szekerén (Balatonfüred Városért Közalapítvány, Tempevölgy könyvek, Balatonfüred, 2015)
- Válogatás a modern magyar művészet remekeiből (Balatonfüred Városért Közalapítvány, Tempevölgy albumok, Balatonfüred, 2015)
- Katona Csaba: A magyar beau monde – Esszék és tanulmányok Balatonfüred múltjáról (Balatonfüred Városért Közalapítvány, Balatonfüred, 2016)
- Bodnár Szilvia: Dürer – Válogatás a Szépművészeti Múzeum gyűjteményéből (Balatonfüred Városért Közalapítvány, Tempevölgy albumok, Balatonfüred, 2016)
- A füredi fotós – Talabér Gyula fotóalbum (Balatonfüred Városért Közalapítvány, Tempevölgy albumok, Balatonfüred, 2016)
- Mire gondolsz? – Kortárs gyermekirodalmi antológia (Balatonfüred Városért Közalapítvány, Tempevölgy könyvek, Balatonfüred, 2016)
- Zend Róbert: Bibliai időkben éltünk (Seleris Project Bt., Balatonfüred, 2017)

## Díjak, ösztöndíjak
- 2007 – Babits Mihály műfordítói ösztöndíj
- 2008 – Sinkó Ervin-díj
- 2008 – Móricz Zsigmond-ösztöndíj
- 2016 – NKA ösztöndíj
- 2018 – Kortárs-díj
- 2019 – NKA ösztöndíj
- 2022 – "Balatonfüred Kultúrájáért" kitüntetés
- 2022 – Csáth Géza-díj[10]

## Szervezeti tagság
- 2003 – József Attila Kör
- 2015 – PEN Club
- 2020 – Szépírók Társasága
- 2020 – Magyar Írószövetség